# Ludwig Lurz
Ludwig Lurz (Krefeld, 1 de enero de 1945-ibídem, 29 de julio de 2015) fue un futbolista alemán que jugaba en la demarcación de centrocampista.

## Biografía
Tras formarse en el TuS Gellep, en 1971 hizo su debut como futbolista profesional con el KFC Uerdingen 05 de la mano del entrenador Klaus Quinkert en la Regionalliga West. Jugó en el segundo nivel del fútbol alemán hasta 1975, año en el que ayudó al equipo a quedar en segunda posición, y por lo tanto, a ascender a la Bundesliga, donde jugó tan solo un año, ya que el equipo descendió esa misma temporada. Después de otras tres temporadas en la segunda división y quedar de nuevo segundo en liga, ascendió de nivel, jugando en la Bundesliga hasta su retirada como futbolista en 1981.
Falleció el 29 de julio de 2015 a los 70 años de edad.

## Clubes
| Club             | País                | Año         | Partidos | Goles |
| ---------------- | ------------------- | ----------- | -------- | ----- |
| KFC Uerdingen 05 | Alemania Occidental | 1971 - 1981 | 281      | 29    |